# Grundschule Sudenburg

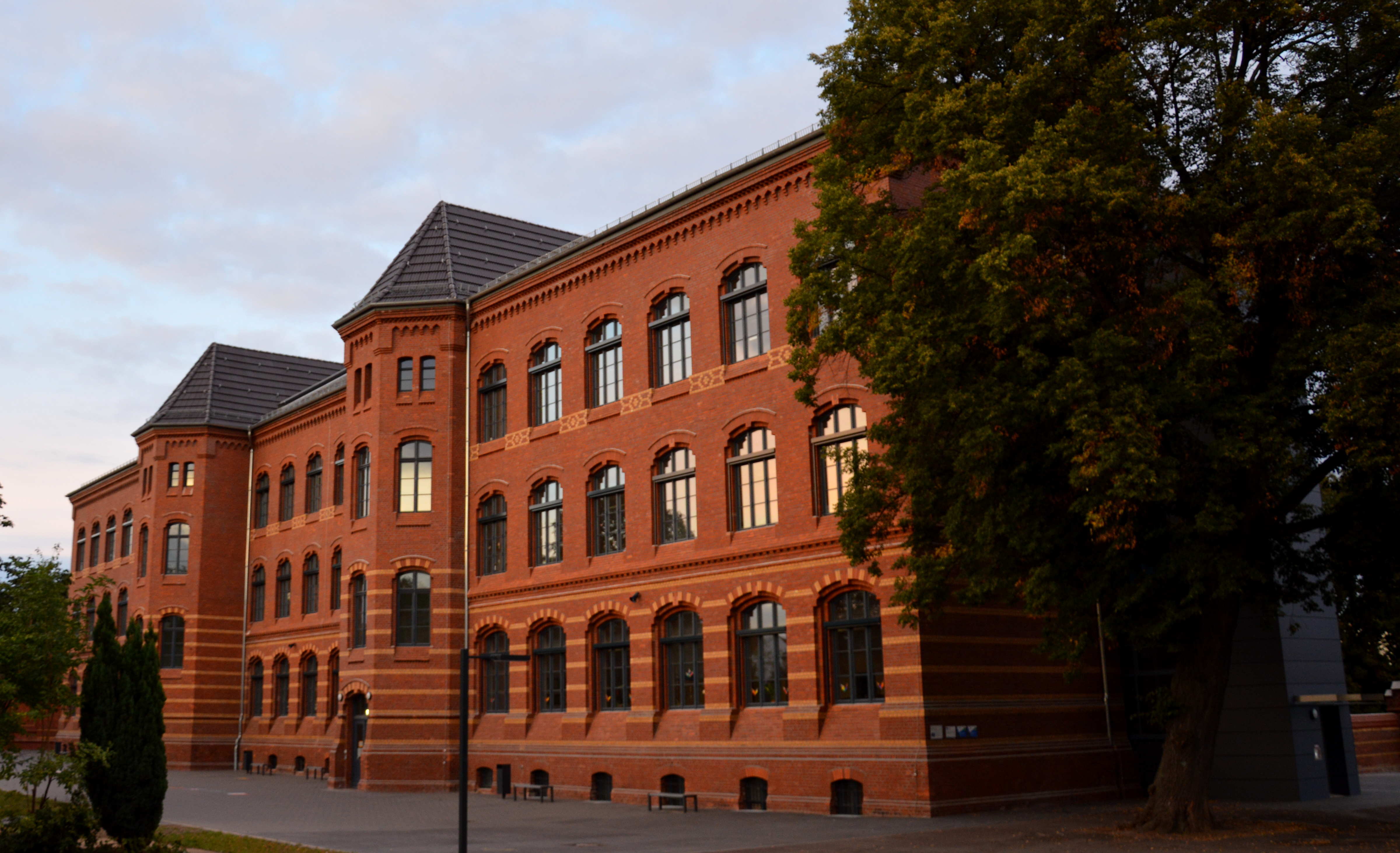
Grundschule Sudenburg

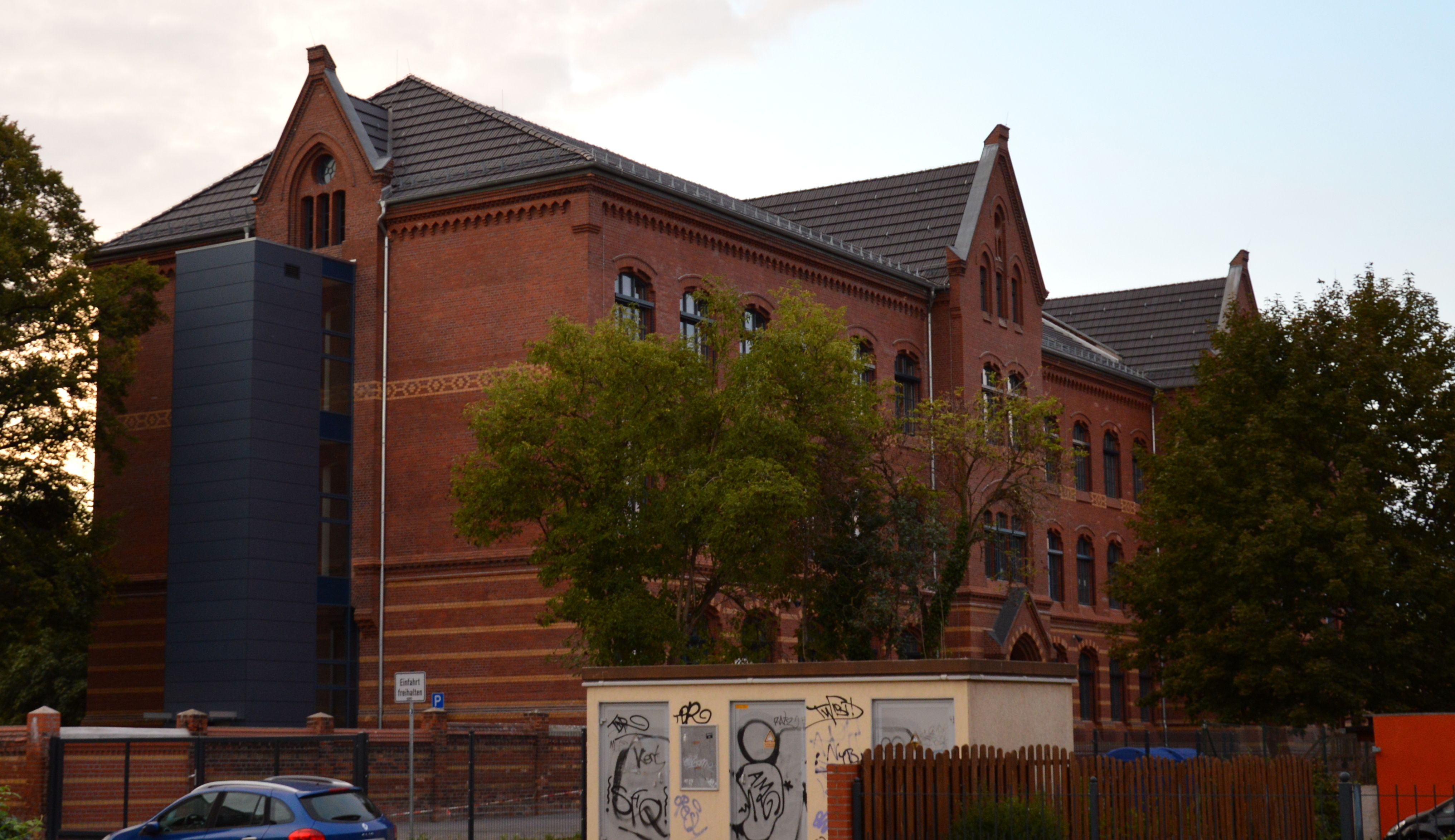
Ostfassade

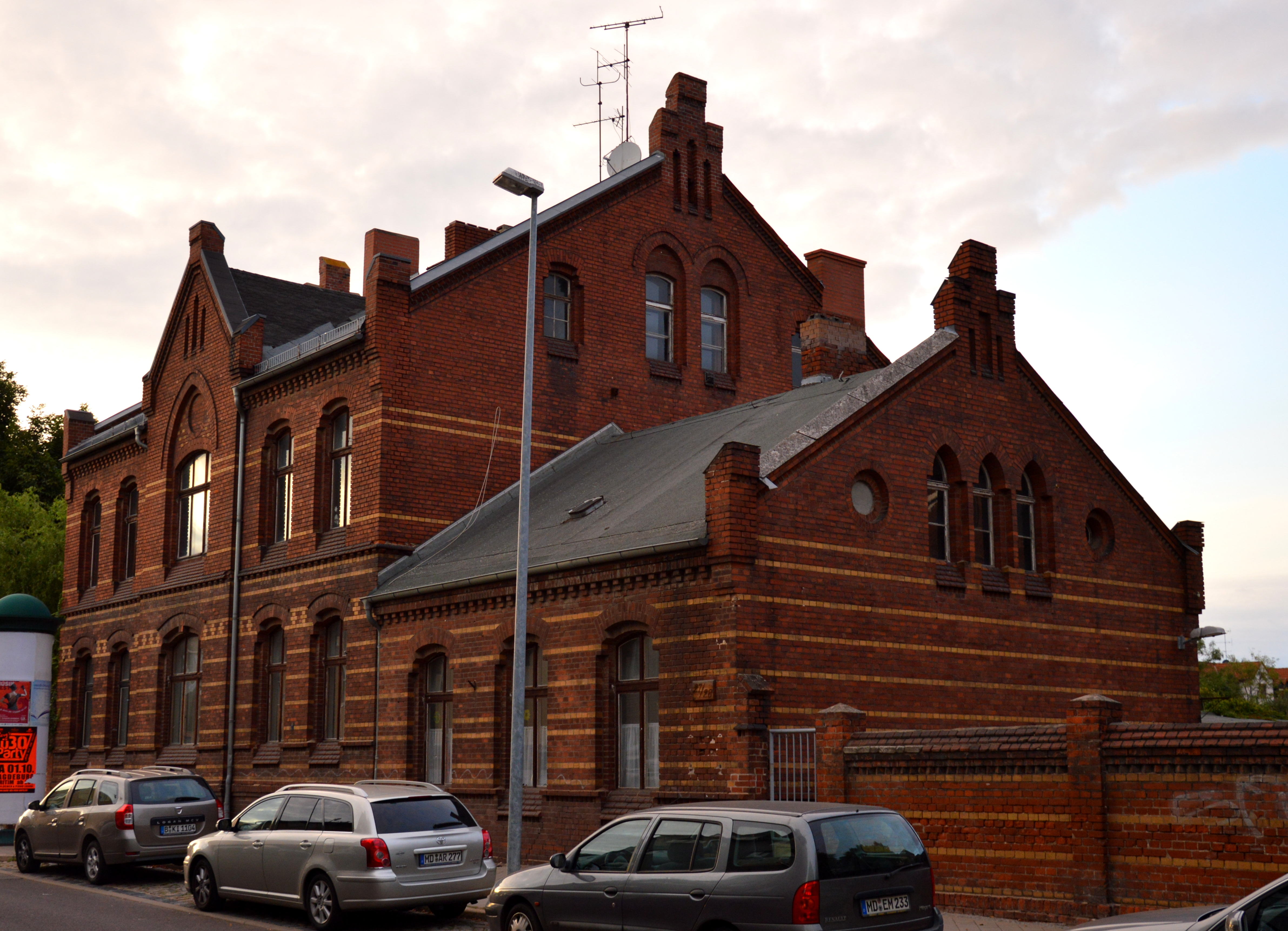
Nebengebäude an der Braunschweiger Straße

Die Grundschule Sudenburg ist eine Grundschule in Magdeburg in Sachsen-Anhalt. Der Schulkomplex steht unter Denkmalschutz.

## Lage
Die Schule befindet sich an der Adresse Braunschweiger Straße 27/28 im Magdeburger Stadtteil Sudenburg.

## Architektur und Geschichte
Das Schulgebäude wurde in den Jahren 1884 bis 1887 als 1. Sudenburger Volksknabenschule und 1. Sudenburger Volksmädchenschule errichtet. Die Pläne gehen auf den Stadtbaurat Otto Peters und den Stadtbauinspektor Emil Jaehn zurück. Neben den eigentlichen mit zwei separaten Eingängen versehene Doppelschulgebäude entstand auch ein Latrinengebäude, das Rektorenwohnhaus sowie eine Turnhalle samt Kastellanwohnung. Ebenfalls bauzeitlich ist die das Schulgelände umgebende Mauer. Alle Gebäude des Komplexes sind erhalten. Darüber hinaus bestand eine Trennmauer zwischen den Schulhöfen von Mädchen- und Knabenschule. Auch diese Mauer ist in Resten noch vorhanden und lässt die ursprüngliche Trennung der beiden Bereiche noch heute erkennen.
Die Gebäude sind aus Backstein errichtet und im Stil des Historismus mit neogotischen Elementen gestaltet. Das dreigeschossige Schulgebäude ist 70 Meter lang und verfügt über zwanzig Achsen. Hofseitig bestehen zwei turmartig bedachte Risalite, deren Grundriss als hälftiges Achteck ausgeführt sind. In den Risaliten sind die Treppenhäuser untergebracht. Auf der gegenüberliegenden Ostfassade sind an gleicher Stelle flache Risalite angeordnet. Sie werden von Dreiecksgiebeln bekrönt. In ihrem Erdgeschoss befinden sich Erker mit den ursprünglichen Haupteingängen. Die Eingänge wurden später auf die Hofseite verlagert. Im Erdgeschoss sind die Backsteinfassaden mit gelben Bändern durchzogen. Zwischen erstem und zweitem Obergeschoss ist auf der Höhe der Sohlbankzone ein gelbes Backssteinornament eingearbeitet. Das Hauptgesims besteht aus einem doppelten Deutschen Band und einem Spitzbogenfries.
An der Straße befindet sich das in die Außenmauer eingefügte Wohnhaus, in dem die Dienstwohnungen der beiden Schulrektoren untergebracht sind. Ein eingeschossiger Anbau diente als Wohnung des Hausmeisters. Auch diese Bauten und die Mauer sind als Backsteinbauten mit gelben Bändern gestaltet.
Die zur Schule gehörende Turnhalle ist fünfachsig ausgeführt. Nach Norden hin bestehen große Fenster, nach Süden wurden als Schutz vor der Sonne Flächenspiegel eingesetzt. Im Erdgeschoss eines zweigeschossigen Anbaus befanden sich im Erdgeschoss Umkleideräume und ein Raum für Sportgeräte, während im Obergeschoss eine Wohnung für den Hausmeister untergebracht war. Das ursprüngliche Latrinengebäude ist ebenfalls erhalten, wurde jedoch stark umgebaut.
Von der bauzeitlichen Inneneinrichtung sind die schmiedeeisernen Geländer in den Treppenhäusern sowie in Teilen auch der Fußbodenbelag erhalten. Auch die ursprünglichen Türen wurden aufgearbeitet und sind zu einem erheblichen Teil noch vorhanden. In den Schuleingängen hängen darüber hinaus auch die Schulglocken der Sudenburger Volksschule. Die Klassenräume sind beidseitig eines Mittelgangs angelegt.
Der Schulkomplex gilt aufgrund des weitgehenden Erhalts des Gesamtensembles inklusive der Nebengebäude und der Bepflanzung des Schulhofes mit Kastanien als bemerkenswert. Es wird als besonderes Zeugnis für den gründerzeitlichen Schulneubau angesehen.
Im örtlichen Denkmalverzeichnis ist der Gebäudekomplex unter der Erfassungsnummer 094 81936 als Schule verzeichnet.
In der Zeit der DDR wurde das Schulgebäude als Polytechnische Oberschule betrieben. In den 1990er Jahren diente es als Wilhelm-Raabe-Gymnasium, bevor es dann als Grundschule genutzt wurde.